# Candis Cayne
Candis Cayne (Maui, 29 agosto 1971) è un'attrice statunitense.

## Biografia
Candis Cayne, ha vissuto assieme alla sua famiglia a Maui. I suoi genitori insegnavano alla scuola Waldorf e, con il fratello gemello Dylan, ha abitato in un campus. Candis si è diplomata alla scuola cittadina di Baldwin nel 1989 e successivamente ha trascorso un anno a Los Angeles, dove si è formata come ballerina.
Negli anni novanta ha iniziato a lavorare nel mondo dello spettacolo come coreografa e drag queen nei nightclub di New York. Nel 1995 è apparsa nel film documentario Wigstock: The Movie, the comedy-drama film Stonewall e nella commedia edita dagli Universal Studios A Wong Foo, grazie di tutto! Julie Newmar (To Wong Foo, Thanks for Everything! Julie Newmar) per la quale è stata anche coreografa.
Nel 1998 ha recitato come protagonista nel film indipendente Mob Queen e nel 2001 ha vinto il premio Miss Continental, l'annuale concorso di bellezza transgender organizzato a partire dal 1980 dal fondatore del Baton Show Lounge di Chicago. Nel 2007 è stata nel cast di Starrbooty il film a basso costo realizzato da RuPaul, con il nome di Annaka Manners. È divenuta nota al grande pubblico recitando nella serie televisiva Dirty Sexy Money, in cui ha interpretato il ruolo di una donna transessuale. In seguito ha avuto un ruolo nella sesta stagione di Nip/Tuck. Dal 2015 prende parte al documentario sulla transizione di Caitlyn Jenner dal titolo I Am Cait.

## Filmografia

### Cinema
- Stonewall, regia di Nigel Finch (1995)
- A Wong Foo, grazie di tutto! Julie Newmar (To Wong Foo, Thanks for Everything! Julie Newmar), regia di Beeban Kidron (1995)
- Disclosure (Disclosure: Trans Lives on Screen), regia di Sam Feder (2020)

### Televisione
- New York Undercover – serie TV, episodio 2x01 (1995)
- CSI: NY – serie TV, episodio 3x14 (2007)
- Dirty Sexy Money – serie TV, 11 episodi (2007-2008)
- Nip/Tuck – serie TV, episodio 6x06 (2009)
- Drop Dead Diva – serie TV, episodio 2x08 (2010)
- Terapia d'urto (Necessary Roughness) – serie TV, episodio 1x06 (2011)
- Elementary – serie TV, episodi 1x19, 2x21, 3x07 (2013-2014)
- I Am Cait – programma televisivo, 15 episodi (2015-2016)
- Heartbeat – serie TV, episodio 1x7 (2016)
- Transparent – serie TV, episodio 4x5 (2017)
- RuPaul's Drag Race – reality show, episodio 9x06 (2017)
- The Magicians – serie TV, 10 episodi (2017-2018)
- Grey's Anatomy – serie TV, episodi 14x12, 14x16 (2018)

## Doppiatrici italiane
Nelle versioni in italiano delle opere in cui ha recitato, Candis Cayne è stata doppiata da:
- Gianluca Ferrato in Dirty Sexy Money
- Roberta Bosetti in Nip/Tuck
- Barbara Castracane in Elementary (episodio 1x19)
- Laura Romano in Elementary (episodio 3x07)
- Claudia Razzi in Grey's Anatomy